# 皮特·赖马克斯
皮特·赖马克斯（荷蘭語：Piet Raijmakers，1956年9月29日—），荷兰男子马术运动员。他曾代表荷兰参加1992年夏季奥林匹克运动会马术比赛，获得团体场地障碍赛金牌和个人场地障碍赛银牌。